# A Homeland – A belső ellenség epizódjainak listája
Ez a cikk a Homeland – A belső ellenség című sorozat epizódjait listázza.

## Évados áttekintés
| Évad | Évad | Epizódok | Eredeti sugárzás     | Eredeti sugárzás   | Eredeti adó | Magyar sugárzás     | Magyar sugárzás    | Magyar adó |
| Évad | Évad | Epizódok | Évadpremier          | Évadfinálé         | Eredeti adó | Évadpremier         | Évadfinálé         | Magyar adó |
| ---- | ---- | -------- | -------------------- | ------------------ | ----------- | ------------------- | ------------------ | ---------- |
|      | 1    | 12       | 2011. október 2.     | 2011. december 18. | Showtime    | 2013. február 19.   | 2013. május 7.     | RTL II     |
|      | 2    | 12       | 2012. szeptember 30. | 2012. december 16. | Showtime    | 2014. augusztus 12. | 2014. október 28.  | RTL II     |
|      | 3    | 12       | 2013. szeptember 29. | 2013. december 15. | Showtime    | 2015. augusztus 29. | 2015. november 14. | RTL II     |
|      | 4    | 12       | 2014. október 5.     | 2014. december 21. | Showtime    | 2016. július 23.    | 2016. október 15.  | RTL II     |
|      | 5    | 12       | 2015. október 4.     | 2015. december 20. | Showtime    | 2018. november 1.   | 2018. november 1.  | FOX+       |
|      | 6    | 12       | 2017. január 15.     | 2017. április 9.   | Showtime    | 2019. április 1.    | 2019. április 1.   | FOX+       |
|      | 7    | 12       | 2018. február 11.    | 2018. április 29.  | Showtime    | 2020. május 1.      | 2020. május 1.     | FOX+       |
|      | 8    | 12       | 2020. február 9.     | 2020. április 26.  | Showtime    | 2021. február 12.   | 2021. február 12.  | Netflix    |

## 1. évad (2011)
| Sor. | Év. | Cím                                     | Rendező            | Író                                                                           | Premier                              | Nézettség   |
| --- | --- | --------------------------------------- | ------------------ | ----------------------------------------------------------------------------- | ------------------------------------ | ----------- |
| 1. | 1.  | Hazatérés (Pilot)                       | Michael Cuesta     | Howard Gordon & Alex Gansa & Gideon Raff                                      | 2011. október 2. 2013. február 19.   | 1,08 millió |
| Carrie Mathisonnak, aki a CIA ügynökeként dolgozik Irakban, egy informátor a kivégzése előtt azt mondja, hogy az al-Kaidának sikerült egy amerikai hadifoglyot átállítani a saját oldalára. Hat hónappal később Carrie a CIA terrorelhárító irodájában dolgozik az Egyesült Államokban, ahol megtudja, hogy Nicholas Brody tengerészgyalogos őrmestert nyolc évvel az eltűnése után kimentették az al-Kaida épületéből. Carrie arra a következtetésre jut, hogy Brody az átállt hadifogoly, és elkezdi illegálisan megfigyelni az őrmester házát. Brody újra találkozik feleségével, Jessicával, valamint gyermekeivel, Danával és Chrisszel, de nem tud róla, hogy Jessica viszonyt kezdett Brody barátjával és tengerészgyalogos társával Mike Faberrel. Carrie bizonyítékokat talál arra vonatkozóan, hogy Brody kódolt üzeneteket közölhet televíziós szereplései során, és ezt megosztja Saul Berensonnal, mentorával és egykori főnökével a CIA-nál. Brody találkozik Tom Walker - a vele együtt elfogott másik tengerészgyalogos - özvegyével, és azt állítja, hogy nem volt jelen Walker halálakor. Brodyról azonban később kiderül, hogy agyonverte Walkert az al-Kaida vezetője, Abu Nazir parancsára.                                             |     |                                         |                    |                                                                               |                                      |             |
| 2. | 2.  | A gyanú árnyékában (Grace)              | Michael Cuesta     | Történet: Alex Gansa Tévéjáték: Alexander Cary                                | 2011. október 9. 2013. február 26.   | 0,94 millió |
| Saul parancsot szerez, amely ideiglenesen legalizálja Carrie megfigyelését Brody őrmesterrel szemben. Carrie találkozik Lynne Reeddel, a CIA informátorával, aki Farid Bin Abbud szaúd-arábiai herceg kedveseként dolgozik, és megtudja, hogy a lánynak videó bizonyítéka van a herceg Abu Nazirral való találkozásáról. A CIA igazgatóhelyettese, David Estes tagadja Carrie azon kérését, hogyhelyezze biztonságba Lynne-t, és ehelyett azt kéri tőle, hogy töltse le a herceg telefonjának tartalmát. Carrie felkeresi testvérét Maggie-t, aki pszichiáterként dolgozik, hogy antipszichotikus gyógyszert kapjon, mert úgy gondolja, hogy egy hivatalos kezelés rossz fényt vetne a biztonsági besorolására a CIA-nál. Carrie nem tudja megfigyelni Brody garázsát, mivel a megfigyelőcsapata nem telepített oda kamerákat. Brodyról kiderül, hogy áttért az iszlám hitre, és a garázsába megy, hogy imádkozzon. Később egyenruhában jelenik meg a sajtó előtt, készen arra, hogy nyilvánosan vállalja az ismertséget. |     |                                         |                    |                                                                               |                                      |             |
| 3. | 3.  | Tévúton (Clean Skin)                    | Dan Attias         | Chip Johannessen                                                              | 2011. október 16. 2013. március 5.   | 1,08 millió |
| Brody és családja tévéinterjúra készül. Brody elhallgatja azokat a részleteket, hogyan kínálta Abu Nazir étellet és vigasztalta a kínzásai közepette. Lynne-nek sikerül diszkréten letöltenie Farid herceg telefonjának tartalmát, de az adatok nem használhatók semmire. Ugyanaznap este, mivel a CIA biztonsági csapata nem védte, Lynne-t a herceg kíséretével egy éjszakai klubban meggyilkolják, és a hercegtől ajándékba kapott gyémánt nyakláncát ellopják. A nyakláncot később 400 000 dollárért adják el, ami összhangban van Saul megfigyelésével, miszerint az ékszereket gyakran használják terrorista tevékenységgel kapcsolatos pénzeszközök gyors átutalására. Egy fiatal pár házat vásárol a repülőtér közelében. |     |                                         |                    |                                                                               |                                      |             |
| 4. | 4.  | Ultimátum (Semper I)                    | Jeffrey Nachmanoff | Howard Gordon & Alex Gansa                                                    | 2011. október 23. 2013. március 12.  | 1,10 millió |
| Brodyt a közelmúltbeli nyilvános szereplési hulláma közepette tüzérőrmesteri rangra léptették elő, ami arra készteti, hogy induljon a képviselőségért. Carrie Brodyra vonatkozó megfigyelési parancsa lejár, és a lány kénytelen leszerelni a felvevő berendezését az őrmester otthonából. A CIA vizsgálatba kezd a Farid herceg által Lynne-nek adott, majd a lány meggyilkolása után ellopott gyémánt nyakláncon keresztüli pénzátutalás lehetséges címzettjei után. Carrie és csapata nyomozni kezd Raqim Faisel ellen, aki a reptér közelében lévő házat vette meg barátnőjével, Aileen Morgannel. Brody lelő egy szarvast egy parti közben a házuk udvarán; Jessica figyelmezteti őt helytelen viselkedésére, és javasolja, hogy kérjen segítséget. Másnap este a térfigyelő kameráitól megfosztott Carrie követi Brodyt a veteránok támogató csoportjának találkozójára, és magára vonja a figyelmét. Brody felismeri őt a kihallgatásról; és ők ketten azonnal összebarátkoznak, kacéran beszélgetnek. |     |                                         |                    |                                                                               |                                      |             |
| 5. | 5.  | A penge (Blind Spot)                    | Clark Johnson      | Alexander Cary                                                                | 2011. október 30. 2013. március 19.  | 1,28 millió |
| A CIA őrizetbe vette Afsal Hamidot, az al-Kaida épületében történt rajtaütés egyetlen túlélőjét Brody megmentése során. Carrie beidézi Brodyt, hogy konzultáljon Hamid kihallgatásával kapcsolatban; Brody felismeri, hogy Hamid volt az őrzője a fogságban. Hamid megad egy e-mail címet, amely egy egyetemhez tartozik, ahol Raqim Faisel dolgozik. Ezzel a CIA hamarosan meg tudja találni Raqim lakcímét, de érkezéskor üresen találja. Brody találkozik Estesszel, és lehetőséget kér, hogy szemtől szemben találkozhasson Hamiddal, a kínzójával. Hamid provokálja Brody-t, hogy fizikailag támadja meg, és később kiderül, hogy egy borotvapenge segítségével végzett magával a cellájában. Carrie azt gyanítja, hogy Brody a veszekedésük során Hamidnak csúsztatta a pengét, de Saul bizonyítékok hiányában nem tudja beszámolni ezekről a megállapításokról a parancsnokságnak. |     |                                         |                    |                                                                               |                                      |             |
| 6. | 6.  | A tökéletes katona (The Good Soldier)   | Brad Turner        | Henry Bromell                                                                 | 2011. november 6. 2013. március 26.  | 1,33 millió |
| Annak érdekében, hogy kiderítsék, ki segített Hamidnak öngyilkosságban, Carrie poligráf tesztet kér mindenkinek, aki kapcsolatba került Hamiddal, beleértve Brodyt is. Raqim és Aileen rájönnek, hogy az al-Kaida is végezni akar velük; Raqimot később megölik, de Aileennek sikerül megszöknie. A CIA elkezdi követni Aileent. Walker temetése után Brody rátámad Mike-ra a Jessicával való viszonya miatt. Aznap este Brody találkozóra hívja Carrie-t egy bárba ; ahol mindketten berúgnak és végül lefekszenek egymással, de csak miután Carrie elárulta Brodynak a poligráf teszt célját. Másnap Brody átmegy a poligráf teszten, beleértve azt a kérdést is, hogy ő lcsúsztatta-e Hamid kezébe a borotvapengét. Carrie kéri, hogy kérdezzék meg Brodyt, hogy volt-e valaha hűtlen a feleségéhez; Brody nemet mond, és átadja a poligráf nem jelez. Ebből Carrie rájön, hogy Brody ügyes hazudozó, bár Saul úgy véli, már nem gyanúsított. A CIA iroda előtt kívül Brody megkéri Carrie-t, hogy szálljon be a kocsijába, és együtt elhajtanak. |     |                                         |                    |                                                                               |                                      |             |
| 7. | 7.  | Bizalom kérdése (The Weekend)           | Michael Cuesta     | Meredith Stiehm                                                               | 2011. november 13. 2013. április 2.  | 1,42 millió |
| Carrie és Brody a lány családjának távoli, tóparti kabinjába mennek, ahol kiálveik az egynapnyi szexet és a romantikát. Aileen megpróbál Mexikóba menekülni, de Saul elfogja és visszaviszi Langley-be. A lány elárulja, hogy az volt a feladata, hogy vásároljon egy lakást a repülőtér közelében, és várjon egy látogatót, aki végül ott is járt és egy órát töltött a tetőn. Kiderül, hogy a tetőn közvetlen rálátás van a Marine One, az elnök helikopterének leszállópályájára, a mesterlövészek hatótávolságán belül. Másnap reggel a faházban Carrie elszólja magát Brody előtt, hogy kémkedett utána, ami arra készteti a férfit, hogy szembeszálljon vele. Carrie azzal vádolja Brodyt, hogy az al-Kaida ügynöke; Brody fenntartja ártatlanságát, de elismeri, hogy áttért az iszlám hitre, hogy erőszakkal agyonverte Walkert, és hogy a fogságaban töltött ideje alatt ragaszkodást érzett Abu Nazir iránt. Saul felhívja Carrie-t, és beszámol arról, hogy Aileen Tom Walkerként azonosította a "látogatót" a házában, akiről kiderül, hogy életben van, valamint hogy ő az al-Kaida által átállított hadifogoly. A megdöbbent Carrie megpróbál bocsánatot kérni Brodytól, de a férfi visszautasítja és elhajt.                                  |     |                                         |                    |                                                                               |                                      |             |
| 8. | 8.  | A gyenge láncszem (Achilles Heel)       | Tucker Gates       | Chip Johannessen                                                              | 2011. november 20. 2013. április 9.  | 1,20 millió |
| A CIA tájékoztatja Tom Walker családját, hogy Walker még él. Walker hajléktalanként bujkál Washington D.C.-ben; ahol egy kulcsot és egy feljegyzést kap Manszúr al-Zahrani szaúdi diplomatától. Walkerről kiderül, hogy rendszeresen felhívja a családját, hogy hallja a hangjukat; így az FBI nyomon követi a következő hívást Walker és felesége, Helen között, de Helen figyelmezteti a férjét, hogy meneküljön. Az FBI üldözi Walkert egy mecseten keresztül, ahol véletlenül megölnek két ártatlant. Walker a kulcsával kivesz egy mesterlövész puskát egy raktárból. Carrie meglátogatja Brodyt, és felfedi, hogy Walker él és az al-Kaidának dolgozik. Azon az éjszakán Brody megtámadja al-Zahranit az otthonában, és elmondja neki, hogy megszakítja a kapcsolatot Abu Nazirral, ezzel elárulva magát, hogy annak ellenére, hogy kijelentette, hogy ártatlan, kapcsolatban maradt Nazirral. |     |                                         |                    |                                                                               |                                      |             |
| 9. | 9.  | Kereszttűzben (Crossfire)               | Jeffrey Nachmanoff | Alexander Cary                                                                | 2011. november 27. 2013. április 16. | 1,35 millió |
| Egy három évvel korábbi visszaemlékezésekből kiderül, hogy Abu Nazir vetett véget Brody kínzásának, kényelmes lakóhelyet adott neki, és őt bízta meg kisfia, Issa angoltanításával. Az idő múlásával Brodyban apai szeretet alakult ki Issa iránt, egészen addig, amíg Issa iskoláját elpusztította egy amerikai dróntámadás, melyben Issa és több másik gyerek meghalt. Walden alelnök azt állította, hogy a halott gyerekeket ábrázoló képek terrorista propaganda, ami feldühítette Brodyt. A jelenben a CIA Manszúr al-Zahranit Walker kapcsolattartójaként azonosítja, de Carrie és Saul lehetőségei korlátozottak al-Zahrani diplomáciai mentessége miatt. Brodyt Nazir emberei elrabolják, és videohívást kezdeményeznek magával Nazirral, aki emlékezteti Brodyt az al-Kaida küldetése iránti elkötelezettségére. Al-Zahrani belép, és utasítja Brodyt, hogy fogadja el Walden alelnök ajánlatát, hogy induljon a képviselőségért. |     |                                         |                    |                                                                               |                                      |             |
| 10. | 10. | Az érinthetetlen (Representative Brody) | Guy Ferland        | Henry Bromell                                                                 | 2011. december 4. 2013. április 23.  | 1,22 millió |
| Walden alelnök lehetőséget kínál Brodynak, hogy induljon a képviselőházi választáson a közelgő rendkívüli választás keretében; melyet Brody el is fogad. Carrie és Saul kihallgatják al-Zahranit, és megtudják, hogy másnap találkoznia kell Walkerrel a Farragut téren. Brody meglátogatja Carrie-t az otthonában, és tájékoztatja őt a jelöltségéről, miután megígérteti vele, hogy senki sem tud a kapcsolatukról. Másnap, az al-Zahranival való találkozó során Walker távolról felrobbant egy bombát egy hasonmáshoz tartozó aktatáskában, megölve al-Zahranit és több szemlélőt, Carrie-nek pedig agyrázkódást okozva. Saul meglátogatja Carrie-t a kórházban, és mindketten arra a következtetésre jutnak, hogy biztosan van egy besúgó a kormányon belül. Ezzel egy időben Brody a televízióban bejelenti jelöltségét. |     |                                         |                    |                                                                               |                                      |             |
| 11. | 11. | Megszállottság (The Vest)               | Clark Johnson      | Meredith Stiehm & Chip Johannessen                                            | 2011. december 11. 2013. április 30. | 1,32 millió |
| Saul egy hét kórházi tartózkodás után Carrie-t delíriumos állapotban találja, és nővérétől, Maggie-től megtudja, hogy a lánynak bipoláris zavara van. Saul Carrie-vel marad az otthonában, amíg a gyógyszere hatni kezd, és segít neki elkészíteni Abu Nazir tevékenységének részletes ütemtervét. Brody elviszi családját Gettysburgba, ahol titokban találkozik az al-Kaida egyik kapcsolattartójával egy ruhaüzlet hátsó részében, és megkapja a rá szabott öngyilkos robbanómellényt. Carrie beazonosít egy időszakot az idővonalán, amikor Abu Nazir inaktív volt (ami, anélkül, hogy tudna róla, egybeesik Issa halálával). Felhívja Brodyt, aki felajánlja, hogy átjön és megbeszélik a dolgot; ám végül Estes érkezik a férfi helyett aki elmondja, hogy Brody felfedte a viszonyuk részleteit és azt hogy Carrie illegálisan figyelte meg a Brody családot. Estes elkobozza Carrie titkos dokumentumait, és felfüggeszti a munkájából. |     |                                         |                    |                                                                               |                                      |             |
| 12. | 12. | A merénylő (Marine One)                 | Michael Cuesta     | Történet: Alex Gansa & Howard Gordon Tévéjáték: Alex Gansa & Chip Johannessen | 2011. december 18. 2013. május 7.    | 1,71 millió |
| Brody felvesz egy videót, amelyben megmagyarázza azt a közelgő merényletet amit az alelnök ellen tervez. Másnap Walden és más törvényhozók összeülnek a külügyminisztériumban egy politikai csúcstalálkozóra, amelyen Brody az öngyilkos mellényben vesz részt. Walker lecsap a tömegre, és megöl három embert; Waldent, Brodyt, Estest és másokat a védelmük érdekében egy bunkerbe visznek. Carrie rájön, hogy a lövöldözés elterelés volt annak érdekében, és hogy az alelnököt és más értékes célpontokat Brodyval - aki a tényleges merényletet végrehajtja majd - egy szobába zárjanak. Carrie a Brody-házhoz hajt, és kétségbeesetten figyelmezteti Danát apja terveire. Brody, aki másodpercekre van a mellény felrobbantásától, megenyhül, amikor meghallja lánya könyörgését, hogy jöjjön haza. Brody titokban találkozik Walkerrel aznap este, és telefonon elmondja Nazirnak, hogy mostantól az al-Kaida besúgójaként léphet fel a Fehér Házban. Nazir megkéri Brodyt, hogy megölje Walkert. Carrie úgy dönt, hogy elektrokonvulzív terápián vesz részt bipoláris zavara miatt; Közvetlenül azelőtt hogy elaltatnák a beavatkozás előtt, eszébe jut, hogy Brody a tóparti faházban álmában Issa nevét kiáltotta, és rájön kettőjük kapcsolatára. |     |                                         |                    |                                                                               |                                      |             |

## 2. évad (2012)
| Sor. | Év. | Cím                                         | Rendező             | Író                                                                    | Premier                                  | Nézettség   |
| ---- | --- | ------------------------------------------- | ------------------- | ---------------------------------------------------------------------- | ---------------------------------------- | ----------- |
| 13.  | 1.  | Újra akcióban (The Smile)                   | Michael Cuesta      | Alex Gansa & Howard Gordon                                             | 2012. szeptember 30. 2014. augusztus 12. | 1,73 millió |
| 14.  | 2.  | Bejrút visszavág (Beirut Is Back)           | Michael Cuesta      | Chip Johannessen                                                       | 2012. október 7. 2014. augusztus 19.     | 1,66 millió |
| 15.  | 3.  | A gettysburgi szabó (State of Independence) | Lodge Kerrigan      | Alexander Cary                                                         | 2012. október 14. 2014. augusztus 26.    | 1,48 millió |
| 16.  | 4.  | A bukás (New Car Smell)                     | David Semel         | Meredith Stiehm                                                        | 2012. október 21. 2014. szeptember 2.    | 1,75 millió |
| 17.  | 5.  | Vallomás (Q&A)                              | Lesli Linka Glatter | Henry Bromell                                                          | 2012. október 28. 2014. szeptember 9.    | 2,07 millió |
| 18.  | 6.  | Rajtaütés (A Gettysburg Address)            | Guy Ferland         | Chip Johannessen                                                       | 2012. november 4. 2014. szeptember 16.   | 1,74 millió |
| 19.  | 7.  | Mentőötlet (The Clearing)                   | John Dahl           | Meredith Stiehm                                                        | 2012. november 11. 2014. szeptember 23.  | 1,91 millió |
| 20.  | 8.  | Elsietett döntés (I'll Fly Away)            | Michael Cuesta      | Történet: Howard Gordon & Chip Johannessen Tévéjáték: Chip Johannessen | 2012. november 18. 2014. szeptember 30.  | 1,87 millió |
| 21.  | 9.  | Dilemma (Two Hats)                          | Dan Attias          | Alexander Cary                                                         | 2012. november 25. 2014. október 7.      | 2,02 millió |
| 22.  | 10. | Megtört szívek (Broken Hearts)              | Guy Ferland         | Henry Bromell                                                          | 2012. december 2. 2014. október 14.      | 2,20 millió |
| 23.  | 11. | Hajsza (In Memoriam)                        | Jeremy Podeswa      | Chip Johannessen                                                       | 2012. december 9. 2014. október 21.      | 2,36 millió |
| 24.  | 12. | Válaszút (The Choice)                       | Michael Cuesta      | Alex Gansa & Meredith Stiehm                                           | 2012. december 16. 2014. október 28.     | 2,29 millió |

## 3. évad (2013)
| Sor. | Év. | Cím                                      | Rendező             | Író                                  | Premier                                  | Nézettség   |
| ---- | --- | ---------------------------------------- | ------------------- | ------------------------------------ | ---------------------------------------- | ----------- |
| 25.  | 1.  | Válaszlépések (Tin Man Is Down)          | Lesli Linka Glatter | Alex Gansa & Barbara Hall            | 2013. szeptember 29. 2015. augusztus 29. | 1,88 millió |
| 26.  | 2.  | A bűnbak (Uh... Oh... Ah...)             | Lesli Linka Glatter | Chip Johannessen                     | 2013. október 6. 2015. szeptember 5.     | 1,83 millió |
| 27.  | 3.  | Fogságban (Tower of David)               | Clark Johnson       | Henry Bromell & William Bromell      | 2013. október 13. 2015. szeptember 12.   | 1,81 millió |
| 28.  | 4.  | Újra játékban (Game On)                  | David Nutter        | James Yoshimura & Alex Gansa         | 2013. október 20. 2015. szeptember 19.   | 1,77 millió |
| 29.  | 5.  | A trükk (The Yoga Play)                  | Clark Johnson       | Patrick Harbinson                    | 2013. október 27. 2015. szeptember 26.   | 2,00 millió |
| 30.  | 6.  | Titkos terv (Still Positive)             | Lesli Linka Glatter | Alexander Cary                       | 2013. november 3. 2015. október 3.       | 2,00 millió |
| 31.  | 7.  | A kettős ügynök (Gerontion)              | Carl Franklin       | Chip Johannessen                     | 2013. november 10. 2015. október 10.     | 1,85 millió |
| 32.  | 8.  | Elvarrt szálak (A Red Wheelbarrow)       | Seith Mann          | Alex Gansa & James Yoshimura         | 2013. november 17. 2015. október 17.     | 1,78 millió |
| 33.  | 9.  | Egy emberi roncs (One Last Thing)        | Jeffrey Reiner      | Barbara Hall                         | 2013. november 24. 2015. október 24.     | 1,94 millió |
| 34.  | 10. | Feszült éjszaka (Good Night)             | Keith Gordon        | Alexander Cary & Charlotte Stoudt    | 2013. december 1. 2015. október 31.      | 2,06 millió |
| 35.  | 11. | A teheráni kapcsolat (Big Man in Tehran) | Daniel Minahan      | Chip Johannessen & Patrick Harbinson | 2013. december 8. 2015. november 7.      | 2,09 millió |
| 36.  | 12. | Csillagok a falon (The Star)             | Lesli Linka Glatter | Alex Gansa & Meredith Stiehm         | 2013. december 15. 2015. november 14.    | 2,38 millió |

## 4. évad (2014)
| Sor. | Év. | Cím                                                   | Rendező             | Író                               | Premier                                 | Nézettség   |
| ---- | --- | ----------------------------------------------------- | ------------------- | --------------------------------- | --------------------------------------- | ----------- |
| 37.  | 1.  | A drónkirálynő (The Drone Queen)                      | Lesli Linka Glatter | Alex Gansa                        | 2014. október 5. 2016. július 23.       | 1,61 millió |
| 38.  | 2.  | Kényszerpihenő (Trylon and Perisphere)                | Keith Gordon        | Chip Johannessen                  | 2014. október 5. 2016. július 30.       | 1,61 millió |
| 39.  | 3.  | Csapat Iszlamabadban (Shalwar Kameez)                 | Lesli Linka Glatter | Alexander Cary                    | 2014. október 12. 2016. augusztus 6.    | 1,22 millió |
| 40.  | 4.  | Vas a tűzben (Iron in the Fire)                       | Michael Offer       | Patrick Harbinson                 | 2014. október 19. 2016. augusztus 13.   | 1,35 millió |
| 41.  | 5.  | A cél szentesíti az eszközt (About a Boy)             | Charlotte Sieling   | Meredith Stiehm                   | 2014. október 26. 2016. augusztus 27.   | 1,52 millió |
| 42.  | 6.  | Úttalan utakon (From A to B and Back Again)           | Lesli Linka Glatter | Chip Johannessen                  | 2014. november 2. 2016. szeptember 3.   | 1,54 millió |
| 43.  | 7.  | A válságstáb (Redux)                                  | Carl Franklin       | Alexander Cary                    | 2014. november 9. 2016. szeptember 10.  | 1,55 millió |
| 44.  | 8.  | Ámokfutás (Halfway to a Donut)                        | Alex Graves         | Chip Johannessen                  | 2014. november 16. 2016. szeptember 17. | 1,66 millió |
| 45.  | 9.  | Elterelő hadművelet (There's Something Else Going On) | Seith Mann          | Patrick Harbinson                 | 2014. november 23. 2016. szeptember 24. | 1,77 millió |
| 46.  | 10. | Az utolsó óra (13 Hours in Islamabad)                 | Dan Attias          | Alex Gansa & Howard Gordon        | 2014. december 7. 2016. október 1.      | 1,95 millió |
| 47.  | 11. | Mindent egy lapra (Krieg Nicht Lieb)                  | Clark Johnson       | Alexander Cary & Chip Johannessen | 2014. december 14. 2016. október 8.     | 2,11 millió |
| 48.  | 12. | Homályos jövő (Long Time Coming)                      | Lesli Linka Glatter | Meredith Stiehm                   | 2014. december 21. 2016. október 15.    | 1,92 millió |

## 5. évad (2015)
| Sor. | Év. | Cím                                                     | Rendező             | Író                                                               | Premier                              | Nézettség   |
| ---- | --- | ------------------------------------------------------- | ------------------- | ----------------------------------------------------------------- | ------------------------------------ | ----------- |
| 49.  | 1.  | Szeparációs szorongás (Separation Anxiety)              | Lesli Linka Glatter | Chip Johannessen & Ted Mann                                       | 2015. október 4. 2018. november 1.   | 1,66 millió |
| 50.  | 2.  | A vendéglátás hagyománya (The Tradition of Hospitality) | Lesli Linka Glatter | Patrick Harbinson                                                 | 2015. október 11. 2018. november 1.  | 1,40 millió |
| 51.  | 3.  | Szupererők (Super Powers)                               | Keith Gordon        | Alex Gansa & Meredith Stiehm                                      | 2015. október 18. 2018. november 1.  | 1,11 millió |
| 52.  | 4.  | Miért más ez az éjszaka? (Why Is This Night Different?) | John Coles          | Ron Nyswaner                                                      | 2015. október 25. 2018. november 1.  | 1,63 millió |
| 53.  | 5.  | Inkább hívd Sault! (Better Call Saul)                   | Michael Offer       | Benjamin Cavell & Alex Gansa                                      | 2015. november 1. 2018. november 1.  | 1,30 millió |
| 54.  | 6.  | Parabiózis (Parabiosis)                                 | Alex Graves         | Chip Johannessen & Ted Mann                                       | 2015. november 8. 2018. november 1.  | 1,35 millió |
| 55.  | 7.  | Sárgarigó (Oriole)                                      | Lesli Linka Glatter | Alex Gansa & Patrick Harbinson                                    | 2015. november 15. 2018. november 1. | 1,35 millió |
| 56.  | 8.  | Mindent Allisonról (All About Allison)                  | Dan Attias          | Ron Nyswaner                                                      | 2015. november 22. 2018. november 1. | 1,47 millió |
| 57.  | 9.  | A Litvinov-trükk (The Litvinov Ruse)                    | Tucker Gates        | Történet: Howard Gordon & Patrick Harbinson Tévéjáték: Alex Gansa | 2015. november 29. 2018. november 1. | 1,42 millió |
| 58.  | 10. | Az új normális (New Normal)                             | Dan Attias          | Meredith Stiehm & Charlotte Stoudt                                | 2015. december 6. 2018. november 1.  | 1,74 millió |
| 59.  | 11. | A damaszkuszi emberünk (Our Man in Damascus)            | Seith Mann          | David Fury                                                        | 2015. december 13. 2018. november 1. | 1,84 millió |
| 60.  | 12. | Hamis csillogás (A False Glimmer)                       | Lesli Linka Glatter | Liz Flahive & Alex Gansa & Ron Nyswaner                           | 2015. december 20. 2018. november 1. | 2,07 millió |

## 6. évad (2017)
| Sor. | Év. | Cím                                           | Rendező             | Író                                  | Premier                            | Nézettség   |
| ---- | --- | --------------------------------------------- | ------------------- | ------------------------------------ | ---------------------------------- | ----------- |
| 61.  | 1.  | Szabad préda (Fair Game)                      | Keith Gordon        | Alex Gansa & Ted Mann                | 2017. január 15. 2019. április 1.  | 1,08 millió |
| 62.  | 2.  | Ember az alagsorban (The Man in the Basement) | Keith Gordon        | Chip Johannessen                     | 2017. január 22. 2019. április 1.  | 1,45 millió |
| 63.  | 3.  | A megállapodás (The Covenant)                 | Lesli Linka Glatter | Ron Nyswaner                         | 2017. január 29. 2019. április 1.  | 1,13 millió |
| 64.  | 4.  | Fényvillanás (A Flash of Light)               | Lesli Linka Glatter | Patrick Harbinson                    | 2017. február 12. 2019. április 1. | 1,05 millió |
| 65.  | 5.  | Casus belli (Casus Belli)                     | Alex Graves         | Chip Johannessen                     | 2017. február 19. 2019. április 1. | 1,07 millió |
| 66.  | 6.  | A visszatérés (The Return)                    | Alex Graves         | Charlotte Stoudt                     | 2017. február 26. 2019. április 1. | 0,90 millió |
| 67.  | 7.  | Fenyegető veszély (Imminent Risk)             | Tucker Gates        | Ron Nyswaner                         | 2017. március 5. 2019. április 1.  | 1,44 millió |
| 68.  | 8.  | Alt.igazság (alt.truth)                       | Lesli Linka Glatter | Patrick Harbinson                    | 2017. március 12. 2019. április 1. | 1,27 millió |
| 69.  | 9.  | Zoknibábok (Sock Puppets)                     | Dan Attias          | Chip Johannessen & Evan Wright       | 2017. március 19. 2019. április 1. | 1,26 millió |
| 70.  | 10. | A zászlós ház (The Flag House)                | Michael Klick       | Alex Gansa                           | 2017. március 26. 2019. április 1. | 1,43 millió |
| 71.  | 11. | R, mint Rómeó (R Is for Romeo)                | Seith Mann          | Chip Johannessen & Patrick Harbinson | 2017. április 2. 2019. április 1.  | 1,34 millió |
| 72.  | 12. | Amerika az első (America First)               | Lesli Linka Glatter | Alex Gansa & Ron Nyswaner            | 2017. április 9. 2019. április 1.  | 1,90 millió |

## 7. évad (2018)
| Sor. | Év. | Cím                                                                             | Rendező             | Író                                  | Premier                          | Nézettség   |
| ---- | --- | ------------------------------------------------------------------------------- | ------------------- | ------------------------------------ | -------------------------------- | ----------- |
| 73.  | 1.  | Közellenség (Enemy of the State)                                                | Lesli Linka Glatter | Debora Cahn & Alex Gansa             | 2018. február 11. 2020. május 1. | 1,22 millió |
| 74.  | 2.  | Lázadó (Rebel Rebel)                                                            | Lesli Linka Glatter | Patrick Harbinson & Chip Johannessen | 2018. február 18. 2020. május 1. | 1,12 millió |
| 75.  | 3.  | Patthelyzet (Standoff)                                                          | Michael Klick       | Anya Leta & Ron Nyswaner             | 2018. február 25. 2020. május 1. | 1,26 millió |
| 76.  | 4.  | Minden rosszban (Like Bad at Things)                                            | Alex Graves         | Chip Johannessen & Patrick Harbinson | 2018. március 4. 2020. május 1.  | 0,93 millió |
| 77.  | 5.  | Cselekvő lépések (Active Measures)                                              | Charlotte Sieling   | Debora Cahn                          | 2018. március 11. 2020. május 1. | 1,32 millió |
| 78.  | 6.  | Fajtaugrás (Species Jump)                                                       | Michael Offer       | Anya Leta & Ron Nyswaner             | 2018. március 18. 2020. május 1. | 1,25 millió |
| 79.  | 7.  | Andante (Andante)                                                               | Lesli Linka Glatter | Patrick Harbinson & Chip Johannessen | 2018. március 25. 2020. május 1. | 1,28 millió |
| 80.  | 8.  | Hazugságok, túlzások és az a rohadt Twitter (Lies, Amplifiers, Fucking Twitter) | Tucker Gates        | Patrick Harbinson & Chip Johannessen | 2018. április 1. 2020. május 1.  | 1,22 millió |
| 81.  | 9.  | Hasznos bolond (Useful Idiot)                                                   | Nelson McCormick    | Debora Cahn                          | 2018. április 8. 2020. május 1.  | 1,24 millió |
| 82.  | 10. | Tiszta kép (Clarity)                                                            | Dan Attias          | Howard Gordon & Ron Nyswaner         | 2018. április 15. 2020. május 1. | 1,28 millió |
| 83.  | 11. | A legmagasabb tét (All In)                                                      | Alex Graves         | Patrick Harbinson & Chip Johannessen | 2018. április 22. 2020. május 1. | 1,39 millió |
| 84.  | 12. | Himnusz az emberekért (Paean to the People)                                     | Lesli Linka Glatter | Alex Gansa                           | 2018. április 29. 2020. május 1. | 1,30 millió |

## 8. évad (2020)
| Sor. | Év. | Cím                                      | Rendező             | Író                                  | Premier                             | Nézettség   |
| ---- | --- | ---------------------------------------- | ------------------- | ------------------------------------ | ----------------------------------- | ----------- |
| 85.  | 1.  | Átverésveszély (Deception Indicated)     | Lesli Linka Glatter | Debora Cahn & Alex Gansa             | 2020. február 9. 2021. február 12.  | 0,60 millió |
| 86.  | 2.  | Kifogod, visszadobod (Catch and Release) | Lesli Linka Glatter | Patrick Harbinson & Chip Johannessen | 2020. február 16. 2021. február 12. | 0,68 millió |
| 87.  | 3.  | Hamis barátok (False Friends)            | Keith Gordon        | Alex Gansa & Howard Gordon           | 2020. február 23. 2021. február 12. | 0,71 millió |
| 88.  | 4.  | Egyszer fent (Chalk One Up)              | Seith Mann          | Patrick Harbinson & Chip Johannessen | 2020. március 1. 2021. február 12.  | 0,73 millió |
| 89.  | 5.  | Máskor lent (Chalk Two Down)             | Alex Graves         | Patrick Harbinson & Chip Johannessen | 2020. március 8. 2021. február 12.  | 0,82 millió |
| 90.  | 6.  | Két perc (Two Minutes)                   | Tucker Gates        | Debora Cahn                          | 2020. március 15. 2021. február 12. | 0,71 millió |
| 91.  | 7.  | B**ki, ez lelőtt (Fucker Shot Me)        | Lesli Linka Glatter | Patrick Harbinson & Chip Johannessen | 2020. március 22. 2021. február 12. | 1,09 millió |
| 92.  | 8.  | Gyászdal (Threnody(s))                   | Michael Klick       | Patrick Harbinson & Chip Johannessen | 2020. március 29. 2021. február 12. | 0,75 millió |
| 93.  | 9.  | Menekülőben (In Full Flight)             | Dan Attias          | Alex Gansa & Howard Gordon           | 2020. április 5. 2021. február 12.  | 0,81 millió |
| 94.  | 10. | Kijelölt sofőr (Designated Driver)       | Michael Offer       | Patrick Harbinson & Chip Johannessen | 2020. április 12. 2021. február 12. | 0,89 millió |
| 95.  | 11. | Az angoltanár (The English Teacher)      | Michael Cuesta      | Patrick Harbinson & Chip Johannessen | 2020. április 19. 2021. február 12. | 0,96 millió |
| 96.  | 12. | Hadifoglyok (Prisoners of War)           | Lesli Linka Glatter | Alex Gansa & Howard Gordon           | 2020. április 26. 2021. február 12. | 1,26 millió |